# Moruga wallaceae
Moruga wallaceae är en spindelart som beskrevs av John Earle Raven 1994. Moruga wallaceae ingår i släktet Moruga och familjen Barychelidae.
Artens utbredningsområde är Queensland. Inga underarter finns listade i Catalogue of Life.